# Rex Mossop
Rex Peers Mossop (18 de febrero de 1928 - 17 de junio de 2011) fue un jugador australiano de rugby league, y una personalidad de televisión australiana desde 1964 hasta 1991.

## Carrera de Rugby
Mossop jugó en el club Manly. 

## Trabajo en televisión
En 1970 y 1971 fue la "Bestia" en el programa Beauty and the Beast.

## Vida personal
Mossop era el hijo más joven de Norman, un veterano de la Primera Guerra Mundial que fue herido en la Primera Batalla de Passchendaele, y Nellie Mossop (de soltera Kirkpatrick).
Nacido en Five Dock, New South Wales, tuvo un hermano mayor, que luego se convirtió en un famoso artista. La familia vivió en Five Dock se mudó a Balgowlah cuando él tenía cinco años. Asistió a Manly Boys High School dejándola en 1943 para convertirse en, al principio, en un instalador y aprendiz de tornero y más tarde en un representante de ventas para una variedad de negocios antes de su carrera en la televisión. 
Mossop se casó con Joan Mildred Bell el 26 de octubre de 1951 en la Iglesia St. Matthews, Manly. La pareja tuvo dos hijos, Kirk (1952) y Gregory (1956).

### Muerte
En sus últimos años, Mossop sufrió de la Enfermedad de Alzheimer. Murió a los 83 años el 17 de junio de 2011 en el Hospital Royal North Shore en Sídney, rodeado de familiares y amigos.